# 러시아 연방 레닌주의 청년 공산주의자 동맹
러시아 연방 레닌주의 청년 공산주의자 동맹 러시아어: Ленинский коммунистический союз молодёжи Российской Федерации, ЛКСМ РФ 은 옛 소비에트 사회주의 공화국 연방의 전-연방 레닌 청년 공산주의자 연맹 해산 후, 전-연방 레닌 청년 공산주의자 연맹을 계승하여, 만들어진 현재 러시아 연방 공산당의 청년조직이다. 1999년에 만들어졌으며, 마르크스-레닌주의를 이념으로 삼고 있다. 모스크바에 당사가 위치해 ㅣ있으며, 2013년 기준 4만명의 단원이 존재한다. 러시아 내에서는, 옛 전-연방 레닌 청년 공산주의자 연맹의 약칭이었던 콤소몰을 러시아 연방 레닌 청년 공산주의자 연맹의 약칭으로 사용하기도 한다.

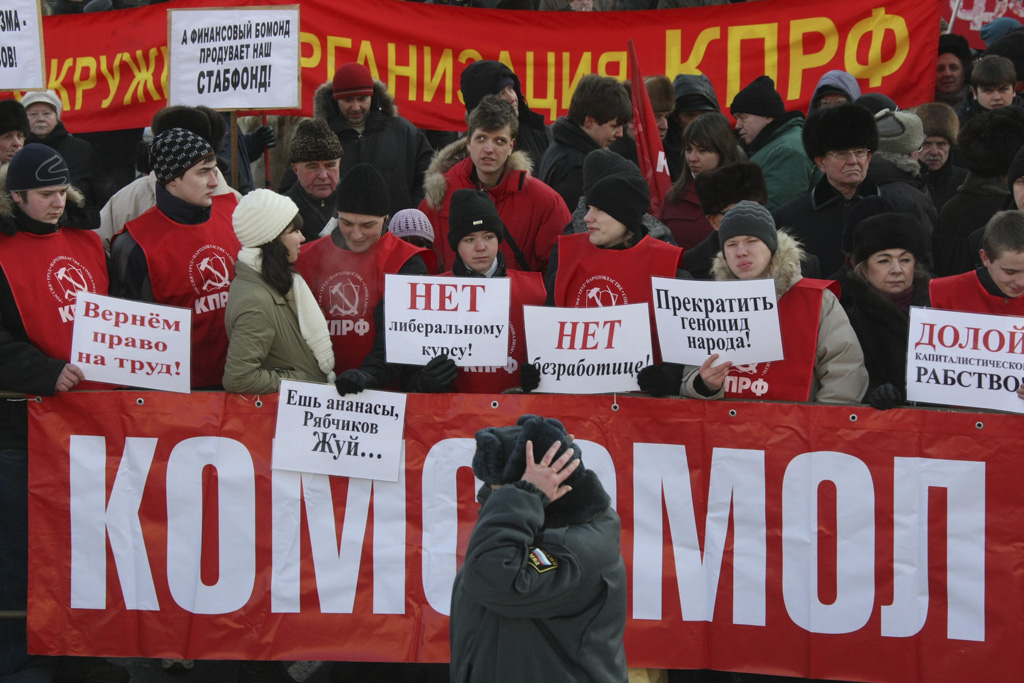
러시아 연방 레닌 청년 공산주의자 연맹(콤소몰)의 집회

## 같이 보기
- 콤소몰